# Вежбиця-Панська
Вежбиця-Панська (пол. Wierzbica Pańska) — село в Польщі, у гміні Дзежонжня Плонського повіту Мазовецького воєводства.
Населення — 123 особи (2011).
У 1975-1998 роках село належало до Цехановського воєводства.

## Демографія
Демографічна структура станом на 31 березня 2011 року:
|          | Загалом | Допрацездатний вік | Працездатний вік | Постпрацездатний вік |
| -------- | ------- | ------------------ | ---------------- | -------------------- |
| Чоловіки | 62      | 11                 | 44               | 7                    |
| Жінки    | 61      | 12                 | 36               | 13                   |
| Разом    | 123     | 23                 | 80               | 20                   |